# النمر (المحويت)

تعديل مصدري - تعديل

النمر هي إحدى قرى عزلة جبل الطرف بمديرية المحويت التابعة لمحافظة المحويت، بلغ تعداد سكانها 412 نسمة حسب تعداد اليمن لعام 2004.